# Le Procès de Lucullus

Le Procès de Lucullus (Das Verhör des Lukullus) est une pièce radiophonique en langue allemande que le poète et dramaturge allemand Bertolt Brecht écrivit en 1940 à la suite d'une commande de la radio suédoise. Ce texte donna lieu ensuite à une seconde version, retravaillée avec le compositeur Paul Dessau, pour devenir le livret d'un opéra qui fut créé en 1951 à Stuttgart.
Écrite en vers, elle a été achevée en 1940. 

## Argument
Le défunt général romain Lucullus est enterré dans une sépulture ornée d'une frise funéraire représentant ses « actes héroïques ». La tombe scellée, dans le royaume des morts, il doit rejoindre la file d'attente afin d'être jugé, ce contre quoi il se révolte. Il apprend que son « utilité » déterminera s'il ira dans l'Hadès (les Enfers grecs) ou sera admis aux champs Élysées (le « royaume des bienheureux »). 
Lorsqu'il est traduit devant le tribunal des enfers, il tente de nommer Alexandre de Macédoine comme avocat, mais il est introuvable dans le « royaume des bienheureux ». Lucullus propose alors d'interroger les personnages représentés sur sa frise funéraire. Les quatre premiers témoignent contre lui qu'il a apporté la mort et la destruction dans leur pays. Le général tente de justifier ses actes en affirmant qu'il a fait cela uniquement pour Rome.
Après une interruption des délibérations, le délinquant rejette le procès au motif qu'aucun expert militaire n'est représenté. Une juge non professionnelle répond qu'elle connaît assez bien la guerre parce qu'elle y a perdu un fils. Les deux derniers témoins, en revanche, son cuisinier et un agriculteur, louent « l'humanité » de Lucullus car il appréciait l'art de la cuisine et a également apporté le cerisier en Italie. Le juge des morts fait le point : le peu de choses utiles que Lucullus a accomplies ne dépassent pas ses conquêtes : « Aber 80.000 Schicktest du in den Orkus dafür » (mais vous en avez envoyé 80 000 à Orcus pour cela). Le tribunal se retire pour délibérer. 
Dans les versions d'opéra de 1951, le tribunal et les témoins sont d'accord avec la demande d'une juge non professionnelle : « Ins Nichts mit ihm » (Dans le néant avec lui).

## Histoire
Bien qu'initialement conçu comme un opéra, le texte est mis en musique par Paul Dessau. Les autorités communistes l'interdisent, obligeant Brecht à réviser des scènes et à changer le titre en Die Verurteilung des Lukullus (de) (La Condamnation de Lucullus). Cette version révisée est créée en 1951.

## Filmographie
Le réalisateur français Jean-Marie Straub proposa en 2009 une lecture filmée des scènes 6 à 12 de Das Verhör des Lukullus interprétées par la comédienne Cornelia Geiser. Le texte de Brecht est précédé de deux stances de Pierre Corneille tirées d'Horace et d'Othon.
Lucullus, connu populairement sous le nom de Lakalles, comparait devant les échevins, et tente de justifier devant les personnages de la frise ornant sa tombe, dont un roi et une reine, les conquêtes de villes et les viols et crimes commis. Mais son pire témoin à charge est une poissonnière dont le fils est mort à la guerre.